# Evropská studia
Evropská studia jsou studijní obor, který je vyučován na některých univerzitách a jiných vysokých školách.
Evropská studia jsou většinou zaměřeny na Evropskou unii z pohledu společenských věd nebo veřejné správy. Tento studijní program většinou obsahuje multioborové studium složené z politologie, evropské veřejné správy, historie evropské integrace, evropského práva, ekonomie a sociologie. Na některých univerzitách bývá tento program rozšířený i na znalosti evropské kultury, literatury a evropských jazyků.
Katedry evropských studií jsou nejrozšířenější na evropských univerzitách, ale existují i v severní Americe, Asii a Austrálii.
V Česku se Evropská studia vyučují na Univerzitě Karlově v Praze, na Masarykově univerzitě v Brně, Univerzitě Palackého v Olomouci, Západočeské univerzitě v Plzni a na Metropolitní univerzitě Praha.